# IPhoto
iPhoto — програма для представлення цифрових фотоальбомів. Входить до складу пакету iLife виробництва Apple.
Серед можливостей програми перегляд та редагування фотографій, можливість сортування та фільтрування за тематикою, слайд шоу роздрук фотоальбомів та інше.